# NGC 660
NGC 660 este o galaxie spirală barată situată în constelația Peștii. A fost descoperită în 16 octombrie 1784 de către William Herschel.

## Galerie

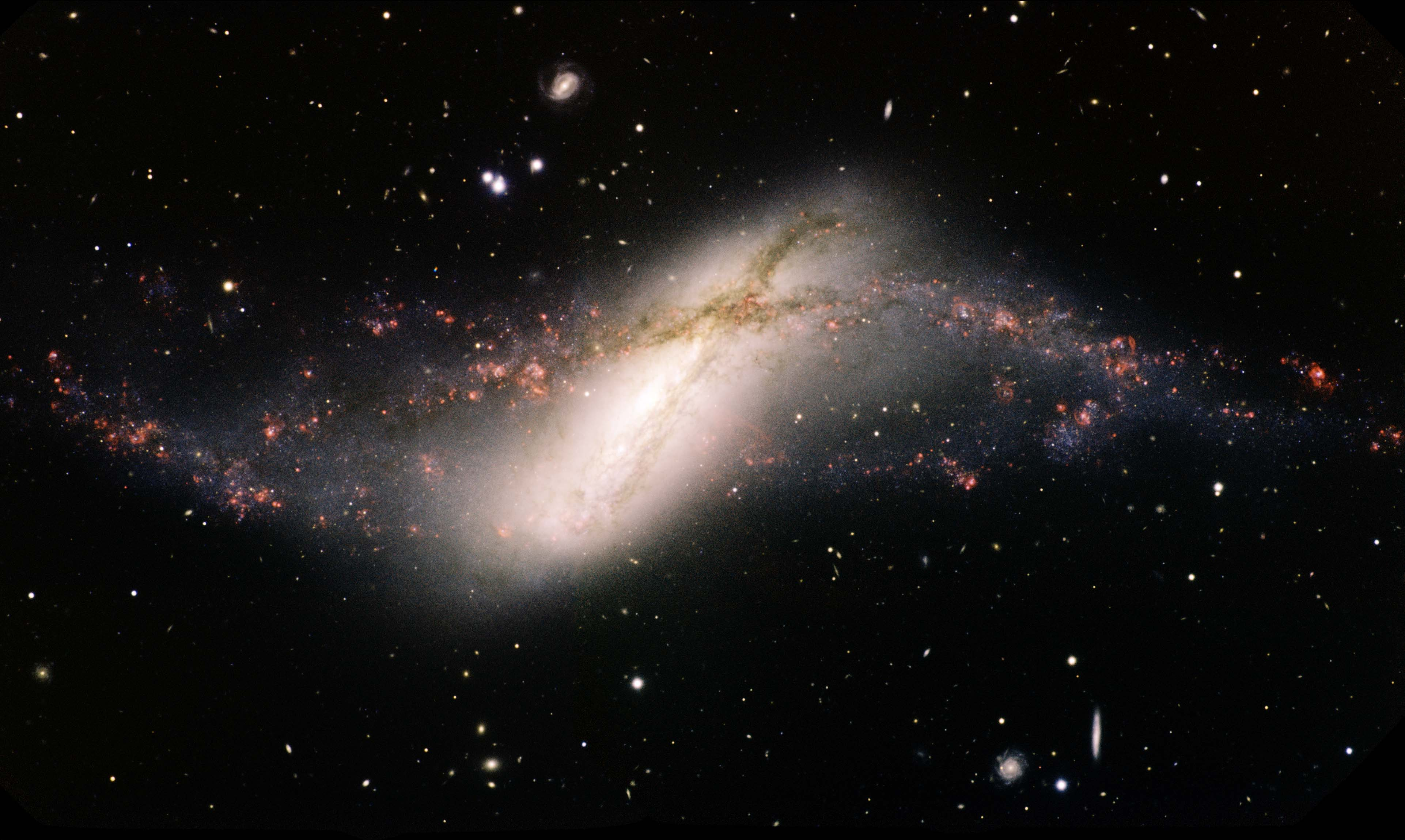
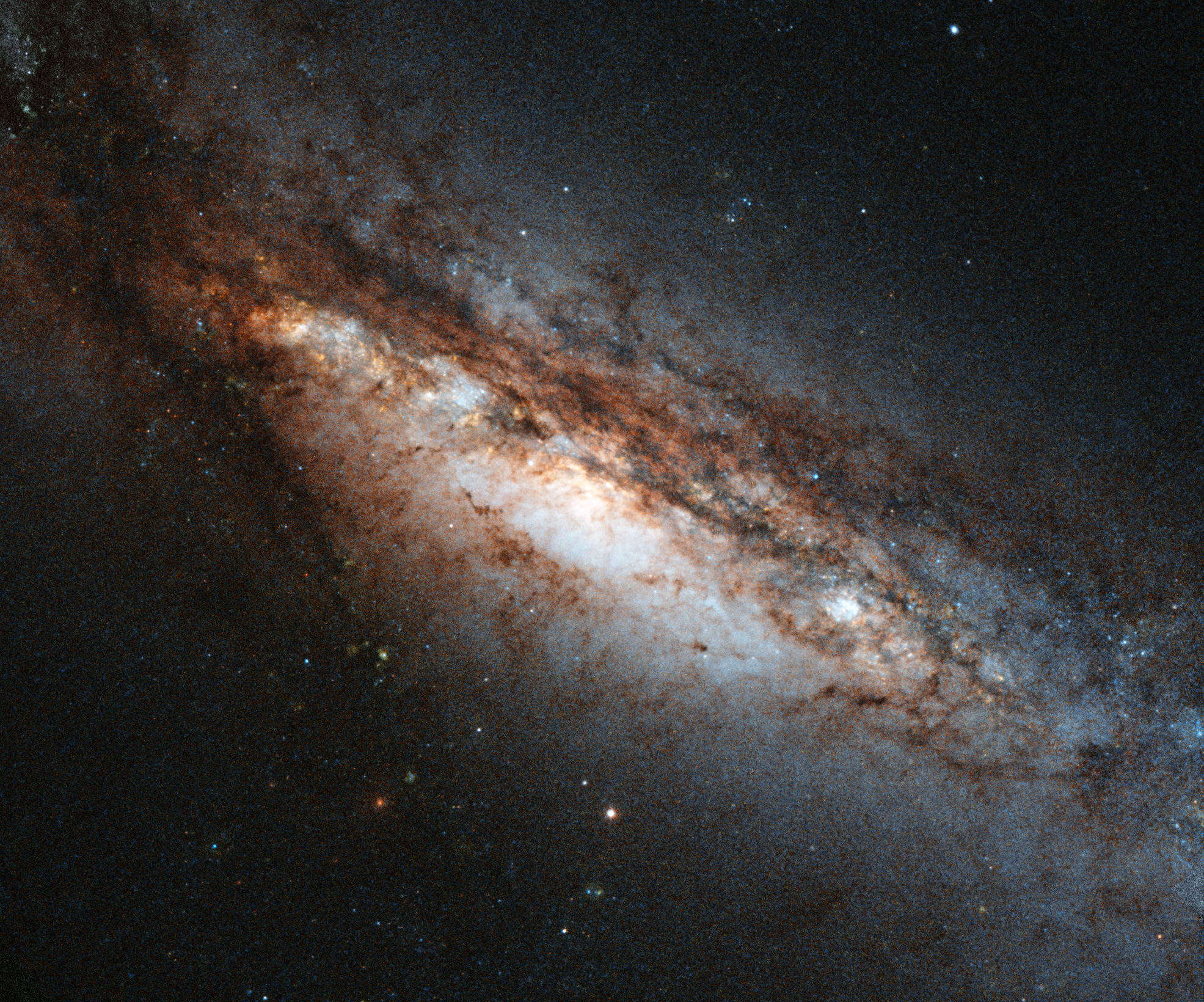
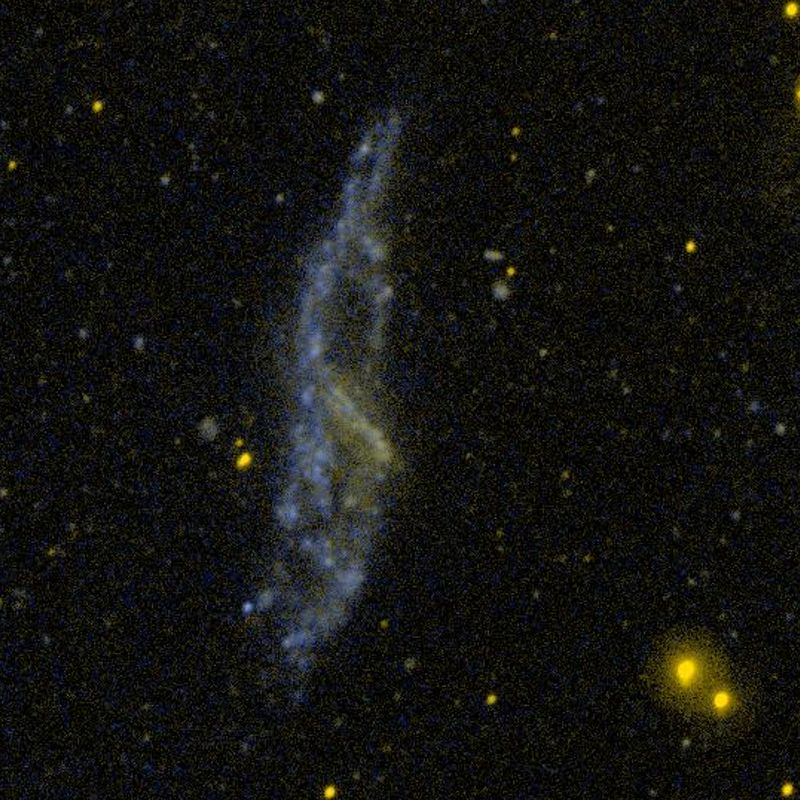
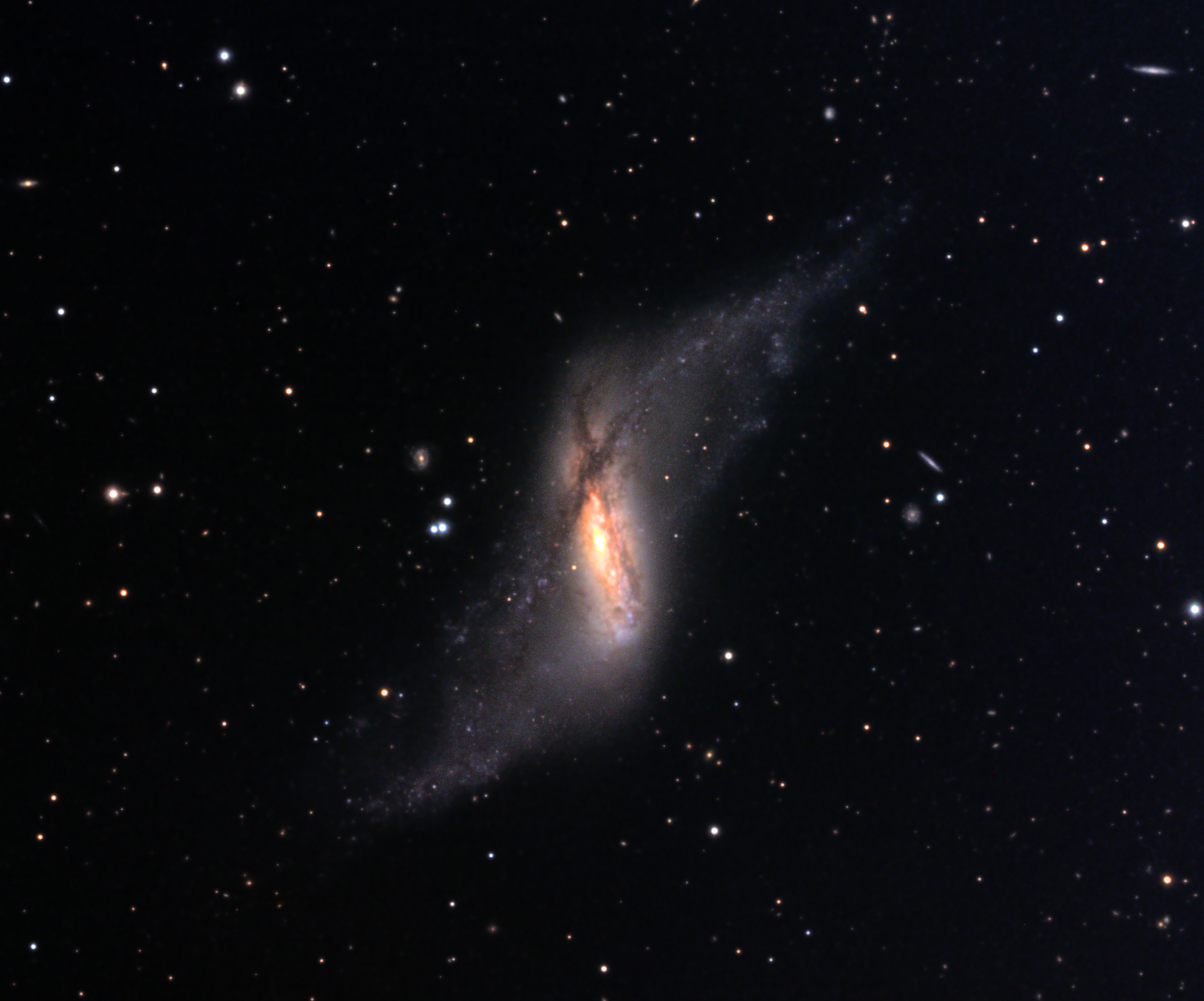
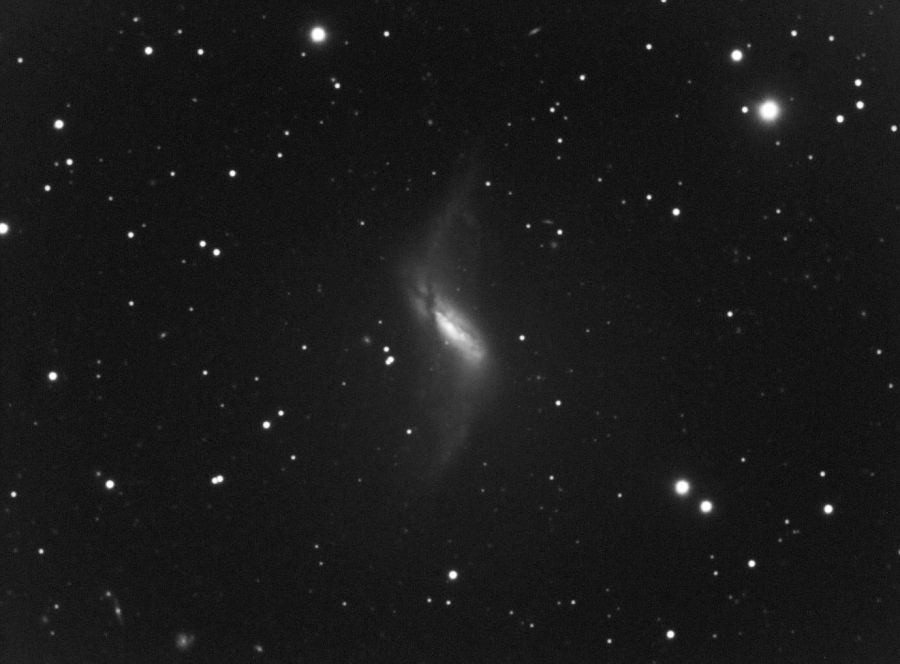